# Saint-Prix (Ardèche)
Pour les articles homonymes, voir Saint-Prix.
Saint-Prix est une commune française, située dans le département de l'Ardèche en région Auvergne-Rhône-Alpes.
Ses habitants sont appelés les Saint-Prirois et les Saint-Priroises.

## Géographie

### Situation et description
Saint-Prix est une petite commune à l'aspect essentiellement rural, rattaché à la communauté de communes du Pays de Lamastre, situé dans le nord du département de l'Ardèche.

### Climat
Pour des articles plus généraux, voir Climat d'Auvergne-Rhône-Alpes et Climat de l'Ardèche.
En 2010, le climat de la commune est de type climat des marges montargnardes, selon une étude du CNRS s'appuyant sur une série de données couvrant la période 1971-2000. En 2020, Météo-France publie une typologie des climats de la France métropolitaine dans laquelle la commune est exposée à un climat de montagne ou de marges de montagne et est dans la région climatique Sud-est du Massif Central, caractérisée par une pluviométrie annuelle de 1 000 à 1 500 mm, minimale en été, maximale en automne.
Pour la période 1971-2000, la température annuelle moyenne est de 10,3 °C, avec une amplitude thermique annuelle de 16,8 °C. Le cumul annuel moyen de précipitations est de 1 205 mm, avec 8 jours de précipitations en janvier et 5,8 jours en juillet. Pour la période 1991-2020, la température moyenne annuelle observée sur la station météorologique de Météo-France la plus proche, « Cheylard Sa », sur la commune du Cheylard à 7 km à vol d'oiseau, est de 12,2 °C et le cumul annuel moyen de précipitations est de 1 178,7 mm,. Pour l'avenir, les paramètres climatiques de la commune estimés pour 2050 selon différents scénarios d'émission de gaz à effet de serre sont consultables sur un site dédié publié par Météo-France en novembre 2022.

### Hydrographie
Le territoire de la commune est traversé par la Sumène, un affluent du Doux et donc un sous-affluent du Rhône .

### Voies de communication
Le territoire communal est traversé par la route départementale 578 (RD578) qui relie Le Cheylard à Lamastre.

## Urbanisme

### Typologie
Au 1er janvier 2024, Saint-Prix est catégorisée commune rurale à habitat très dispersé, selon la nouvelle grille communale de densité à 7 niveaux définie par l'Insee en 2022.
Elle est située hors unité urbaine. Par ailleurs la commune fait partie de l'aire d'attraction du Cheylard, dont elle est une commune de la couronne,. Cette aire, qui regroupe 20 communes, est catégorisée dans les aires de moins de 50 000 habitants,.

### Occupation des sols
L'occupation des sols de la commune, telle qu'elle ressort de la base de données européenne d’occupation biophysique des sols Corine Land Cover (CLC), est marquée par l'importance des forêts et milieux semi-naturels (63,8 % en 2018), en diminution par rapport à 1990 (65,5 %). La répartition détaillée en 2018 est la suivante : 
forêts (62,1 %), prairies (23,1 %), zones agricoles hétérogènes (13,1 %), milieux à végétation arbustive et/ou herbacée (1,6 %).
L'évolution de l’occupation des sols de la commune et de ses infrastructures peut être observée sur les différentes représentations cartographiques du territoire : la carte de Cassini (XVIIIe siècle), la carte d'état-major (1820-1866) et les cartes ou photos aériennes de l'IGN pour la période actuelle (1950 à aujourd'hui).

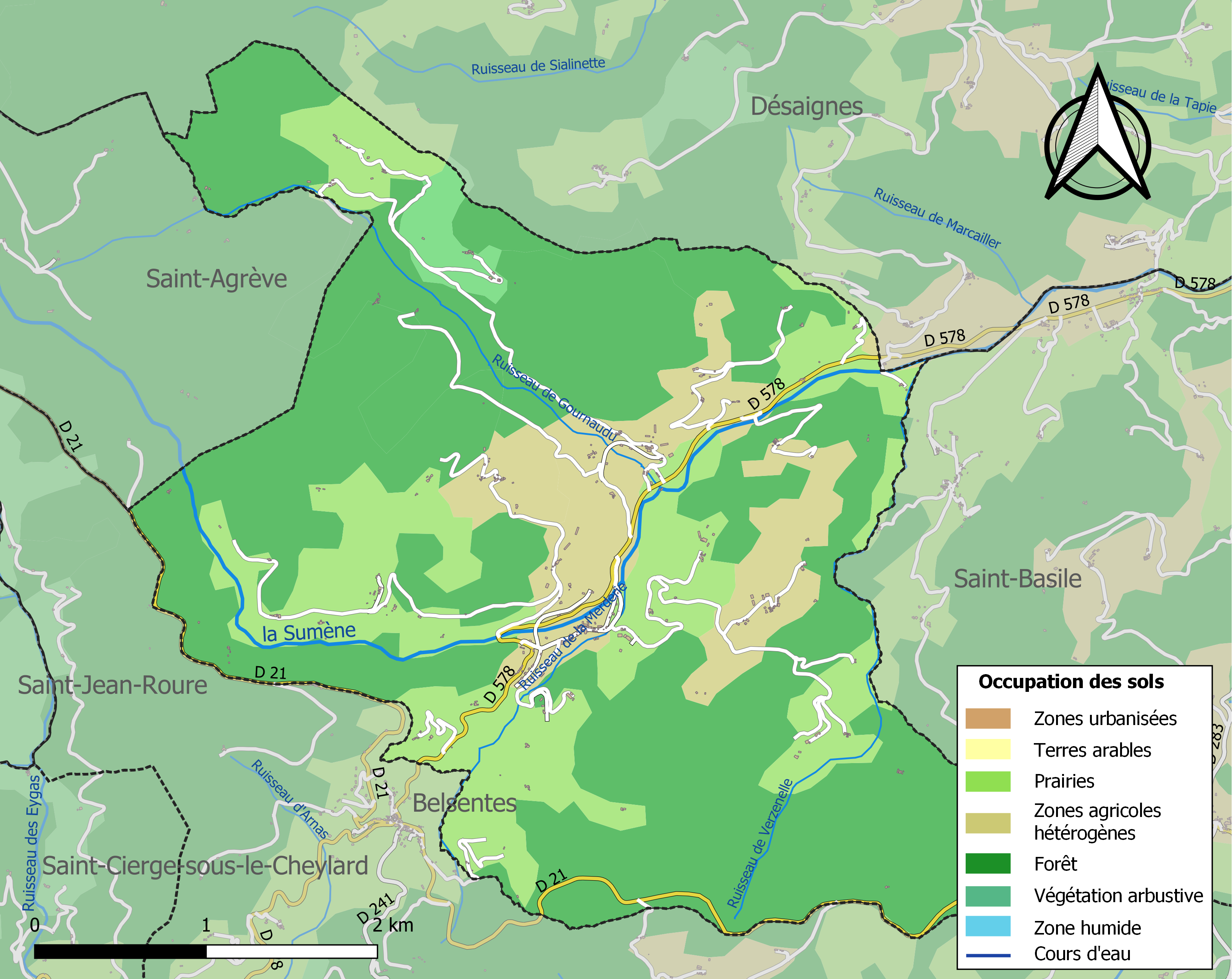
Carte des infrastructures et de l'occupation des sols de la commune en 2018 (CLC).

### Risques naturels

#### Risques sismiques
L'ensemble du territoire de la commune de Saint-Prix est situé en zone de sismicité no 2 (sur une échelle de 5), comme la plupart des communes situées sur le plateau et la montagne ardéchoise, mais non loin de zone de sismicité no 3, située sans la partie orientale du département de l'Ardèche.
| Type de zone | Niveau           | Définitions (bâtiment à risque normal) |
| ------------ | ---------------- | -------------------------------------- |
| Zone 2       | Sismicité faible | accélération = 1,1 m/s2                |

## Politique et administration

### Liste des maires
| Période                                  | Période                     | Identité          | Étiquette | Qualité  |
| ---------------------------------------- | --------------------------- | ----------------- | --------- | -------- |
| Les données manquantes sont à compléter. |                             |                   |           |          |
| mars 1989                                | mars 2014                   | Marie-Rose Debard |           |          |
| mars 2014                                | En cours (au 24 avril 2014) | Patrick Priez     | SE        | Retraité |

## Population et société

### Démographie
L'évolution du nombre d'habitants est connue à travers les recensements de la population effectués dans la commune depuis 1793. Pour les communes de moins de 10 000 habitants, une enquête de recensement portant sur toute la population est réalisée tous les cinq ans, les populations de référence des années intermédiaires étant quant à elles estimées par interpolation ou extrapolation. Pour la commune, le premier recensement exhaustif entrant dans le cadre du nouveau dispositif a été réalisé en 2004.

En 2022, la commune comptait 273 habitants, en évolution de −2,5 % par rapport à 2016 (Ardèche : +2,48 %, France hors Mayotte : +2,11 %).
| 1793 | 1800 | 1806 | 1821  | 1831 | 1836 | 1841 | 1846 | 1851 |
| ---- | ---- | ---- | ----- | ---- | ---- | ---- | ---- | ---- |
| 712  | 900  | 923  | 1 045 | 967  | 585  | 662  | 792  | 960  |

| 1856 | 1861 | 1866 | 1872 | 1876 | 1881 | 1886 | 1891 | 1896 |
| ---- | ---- | ---- | ---- | ---- | ---- | ---- | ---- | ---- |
| 876  | 893  | 918  | 911  | 913  | 915  | 926  | 939  | 880  |

| 1901 | 1906 | 1911 | 1921 | 1926 | 1931 | 1936 | 1946 | 1954 |
| ---- | ---- | ---- | ---- | ---- | ---- | ---- | ---- | ---- |
| 882  | 869  | 825  | 783  | 669  | 654  | 685  | 516  | 524  |

| 1962 | 1968 | 1975 | 1982 | 1990 | 1999 | 2004 | 2006 | 2009 |
| ---- | ---- | ---- | ---- | ---- | ---- | ---- | ---- | ---- |
| 451  | 417  | 344  | 277  | 221  | 250  | 255  | 252  | 254  |

| 2014 | 2019 | 2022 | - | - | - | - | - | - |
| ---- | ---- | ---- | - | - | - | - | - | - |
| 273  | 269  | 273  | - | - | - | - | - | - |

### Enseignement
La commune est rattachée à l'académie de Grenoble.

### Médias
- L'Hebdo de l'Ardèche

Il s'agit d'un journal hebdomadaire français basé à Valence et diffusé à Privas depuis 1999. Il couvre l'actualité pour tout le département de l'Ardèche.
- Le Dauphiné libéré

Il s'agit d'un journal quotidien de la presse écrite française régionale distribué dans la plupart des départements de l'ancienne région Rhône-Alpes, notamment l'Ardèche. La commune est située dans la zone d'édition du Nord-Ardèche (Annonay - Le Cheylard).

### Cultes
La communauté catholique locale et l'église de Saint-Prix (propriété de la commune) est rattachée à la paroisse Saint Basile Entre Doux et Dunière, elle-même rattachée au diocèse de Viviers.

## Culture et patrimoine

### Lieux et monuments
On peut voir un magnifique viaduc ferroviaire qui enjambe la route allant de Lamastre aux Nonieres.

L'ancienne gare de la ligne du CFV a aujourd'hui été reconvertie en maison d'habitation.

La gare était assez importante car elle servait à l'embarquement de billes de pins pour les mines de Saint-Étienne.
- Église Saint-Prix de Saint-Prix.
- Chapelle Notre-Dame-de-la-Pitié de Saint-Prix.